# Уханські

варіант гербу Радван

Уханські гербу Радван — польський шляхетський рід. Прізвище походить від населеного пункту Ухані (пол. Uchanie).

## Представники

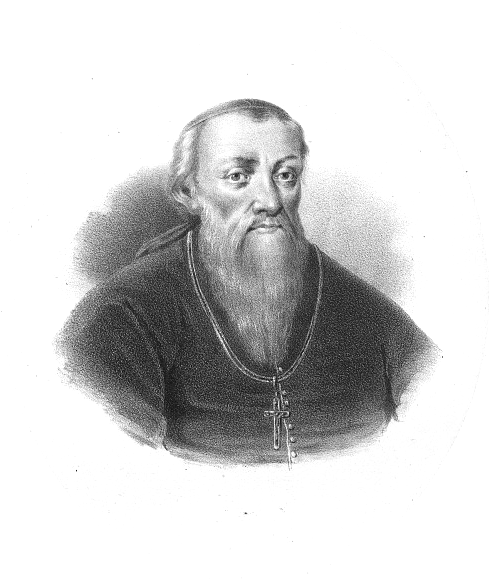
Якуб Уханський

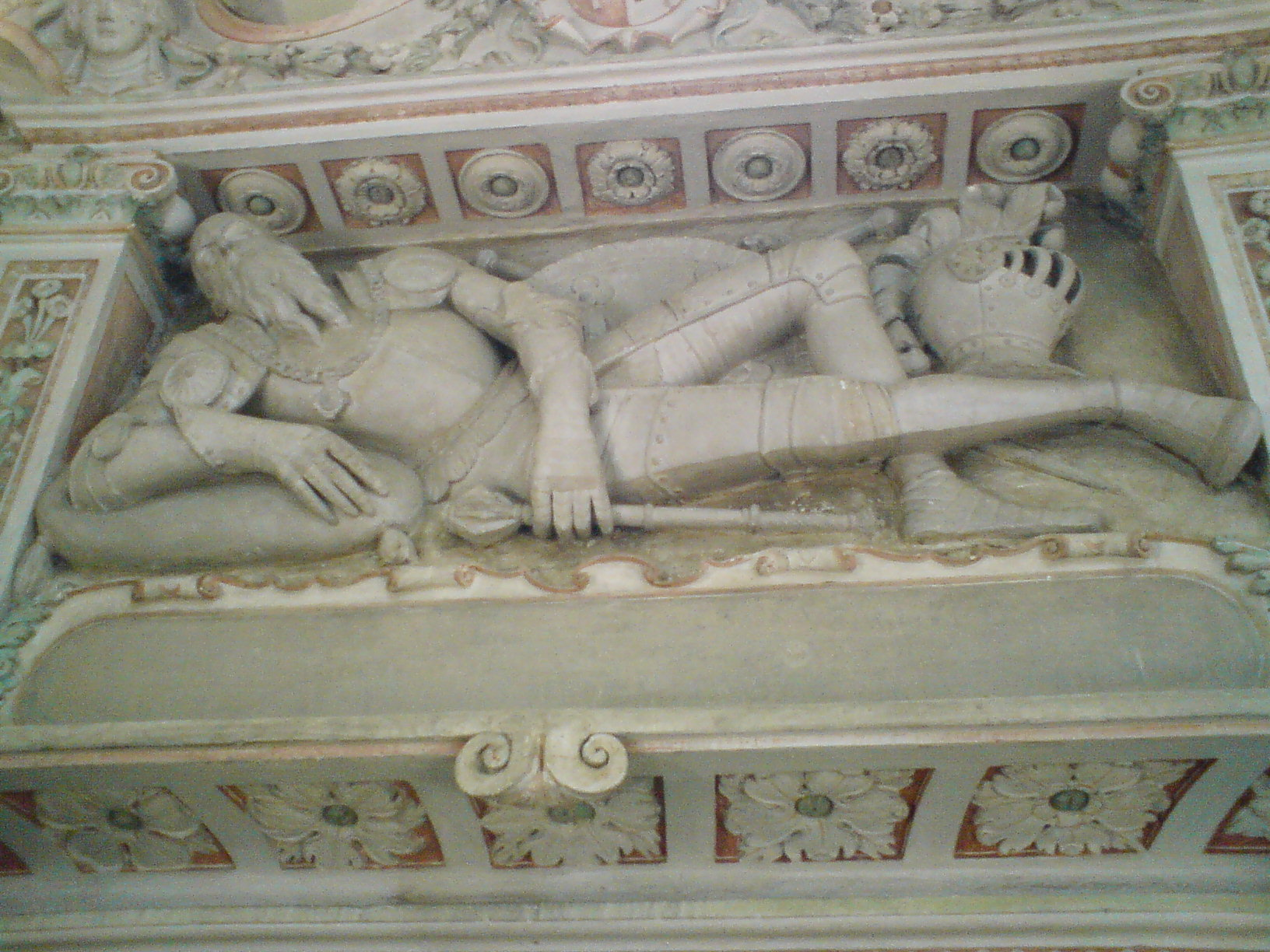
Санті Гуччі. Надгробок Арнольфа Уханського, костел в Ухані

- Якуб — католицький релігійний діяч, холмський єпископ РКЦ, арцибіскуп Ґнєзна, примас Польщі
- Томаш — белзький ловчий
  - Павел — небіж Якуба, посланець короля Стефана Баторія
    - Анна (Гелена)[1] (Гелена — за ПСБ[2]) — дружина Миколи Даниловича, отримала Уханє як віно
    - Катажина — дружина волинського воєводи Адама Сангушка
    - Ізабелла — дружина брацлавського каштеляна, луцького старости Миколи Семашка

- Арнольф — плоцький воєвода, похований в Уханях
- Павел — державець Уланівського староства
- Рафал — зять Якуба Претвича[3]
  - Якуб — отримав у спадок Уханє
  - Станіслав — маршалок посольської ізби 1587
  - Арнольф — ґнєзненський канонік РКЦ
  - Малґожата — дружина мазовецького воєводи Станіслава Криського
  - Анна — дружина іновроцлавського каштеляна Шимона Щавінського
- NN — холиський староста, дружина — Вероніка Ребелінська
- NN — зять ленчицького воєводи Корицінського
- NN — дружина князя Олександра Порицького
- NN — дружина князя NN. Воронецького[4]